# 大学村の森
大学村の森（だいがくむらのもり）は、北海道札幌市東区北28条東4丁目に所在する緑地。住宅街の中に残された小さな森で、ハンノキやハルニレが繁り、ゴムチップ舗装が施された散策路がめぐらされている。
古木を守る「樹木保全ゾーン」や若木を育てる「樹木育成ゾーン」のほか、遊戯ゾーンや広場ゾーンがある。

## 札幌農学校第3農場
この地はかつて北海道大学の前身である札幌農学校の第3農場が所在した場所である。農場の範囲を後の住所区分で表現すると、おおよそ北20 - 49条東1 - 8丁目に相当する。面積は1906年（明治39年）12月31日の時点で314.49ヘクタールあった。
農場開設の契機は、1886年（明治19年）11月に札幌農学校の佐藤昌介が、北海道庁長官の岩村通俊に提出した「札幌農学校ノ組織改正ノ意見」であった。この意見書の中で佐藤は、農学校が営業主義に基づいて農場を管理し、それによって得た収益を農学校の資金として扱えるようにする法律の制定を求めていた。佐藤の意見を受け入れた岩村長官は、道庁に所属する土地の一部を農学校に移管させ、1889年（明治22年）には札幌郡札幌村烈々布の土地363ヘクタールが農学校の物となった。
しかし同年2月に制定された会計法により、官庁が資産を所持することが禁止されたため、農場経営で得た収益を農学校の維持資金にすることはできなくなった。1890年（明治23年）3月、農学校は附属農園と開墾地を道庁に返還し、農学校卒業生の親睦団体「札幌同窓会」がその払い下げを受けて、これらの土地を第1、第2、第3農園と称した。烈々布の土地はそのうちの第2農園で、小作農が行われた。
その後、札幌農学校は文部省の直轄となり、資産から生ずる利益を学校の歳入に組み入れることのできる「官立学校及図書館会計法」の適用対象となった。そこで1895年（明治28年）4月、札幌同窓会はすべての農園を農学校に寄付した。農学校は道庁から交付された諸々の土地と合わせて、第1から第8までの農場に区分し直し、烈々布の土地は第3農場となった。
太平洋戦争後に行われた農地改革では、北海道大学の所有する土地は試験研究地であり国有地であることから対象外とされたものの、結局1950年（昭和25年）に農場の第1次解放が進められた。同年、北海道大学はそれまでの法文学部を法経学部と文学部に分割し、本州から多くの教官を招き入れた。そして第3農場跡地である北27 - 28条東2 - 4丁目のニレ林を切り開き、新任教官用住宅を約80戸建設した。周辺の住民は、この住宅地を大学村と呼んだ。